# Fernando Tarrida del Mármol
Fernando Tarrida del Mármol (ur. 2 sierpnia 1861 w Hawanie, zm. w 1915 w Londynie) – kubański matematyk pochodzenia hiszpańskiego. Znany przede wszystkim ze swojej działalności w ramach ruchu anarchistycznego.

## Życiorys
W młodości był zwolennikiem republikańskiego federalizmu, od którego odszedł po zetknięciu się z hiszpańskim działaczem anarchistycznym Anselmo Lorenzo, w wieku 18 lat, co oznaczało zerwanie kontaktów z rodziną.
Na Uniwersytecie w Pau uzyskał dyplom z matematyki, następnie studiował inżynierię w Barcelonie, Tuluzie i Madrycie. Ostatecznie pracował jako profesor matematyki na Politechnice Barcelońskiej.
Pisywał do hiszpańskich czasopism anarchistycznych „Acracia”, „La Revista Blanca” i „El Productor”; współpracował z ruchem Nowoczesnej Szkoły (Escuela Moderna) Francisco Ferrera.
Zdobył uznanie na polu teorii anarchizmu dzięki koncepcji anarchizmu bezprzymiotnikowego, zaproponowanej po raz pierwszy w artykule w czasopiśmie „La Révolte” (w 1889) – idei, której był czołowym eksponentem, a popieranej m.in. przez Maxa Nettlaua i Ricardo Mella.
Od 1896 przebywał na uchodźstwie najpierw we Francji, potem w Belgii, a w końcu w Wielkiej Brytanii, gdzie zmarł w 1915.